# Madison Heights (Virgínia)
Madison Heights é uma Região censo-designada localizada no estado norte-americano de Virginia, no Condado de Amherst.

## Demografia
Segundo o censo norte-americano de 2000, a sua população era de 11.584 habitantes.

## Geografia
De acordo com o United States Census Bureau tem uma área de
50,6 km², dos quais 49,9 km² cobertos por terra e 0,7 km² cobertos por água.

## Localidades na vizinhança
O diagrama seguinte representa as localidades num raio de 20 km ao redor de Madison Heights.